# Paul Goodison
Paul Martin Goodison, MBE (* 29. November 1977 in Sheffield) ist ein ehemaliger britischer Segler.

## Erfolge
Paul Goodison nahm dreimal an den Olympischen Spielen in der Bootsklasse Laser teil. Bei den Olympischen Spielen 2004 in Athen verpasste er mit 81 Punkten als Viertplatzierter noch knapp einen Medaillengewinn. Vier Jahre darauf schloss er die Regatta in Peking mit 63 Punkten auf dem ersten Rang ab und wurde damit Olympiasieger vor Vasilij Žbogar und Diego Romero. 2012 wurde er in London Siebter. Bei Weltmeisterschaften gewann er 2002 zunächst in Hyannis die Bronzemedaille, ehe ihm 2009 in Halifax der Titelgewinn gelang. Von 2005 bis 2009 wurde er fünfmal in Folge Europameister.
Für seinen Olympiaerfolg wurde Goodison Ende 2008 zum Member des Order of the British Empire ernannt.